# Prowincja Bari
Prowincja Bari (wł. Provincia di Bari) – prowincja we Włoszech. 
Nadrzędną jednostką podziału administracyjnego jest region (tu: Apulia), a podrzędną jest gmina.
Działała do 8 kwietnia 2014 i została zastąpiona przez miasto metropolitalne Bari.
Liczba gmin w prowincji: 48.